# 斉木久美子
斉木 久美子（さいき くみこ、10月28日 - ）は、日本の漫画家。神奈川県出身。
『ぶ～け』（集英社）に掲載された「忘却の彼方」で1995年にデビュー。代表作の『かげきしょうじょ!!』は2012年から『ジャンプ改』（集英社）で始まり、2015年からは『MELODY』（白泉社）に移籍して連載中。2020年の第44回講談社漫画賞少女部門にノミネートされ、2021年にはテレビアニメ化もされた。

## 作品リスト
漫画
- BLOW UP（1999年、全1巻、集英社）
- PUNKY（2000年、全1巻、集英社）
- ヴァンプ（2000年、全1巻、集英社）
- エレキテルBOP（2001年、全1巻、集英社）
- SOUL KISS（2002年、全1巻、集英社）
- GO-Baby-GO（2002年、全1巻、集英社）
- 彼女達の事情（2002年、全1巻、集英社）
- 別れ屋（2004年、全1巻、集英社）
- 21世紀の君へ（2005年、全1巻、集英社）
- 彼女のピンク（2005年、全1巻、集英社、『Cookie』連載）
- モルヒネ（2008年、全1巻、原作：安達千夏、祥伝社、『FEEL YOUNG』連載）
- ワールズ・エンド（2008年、全1巻、集英社、『Cookie』掲載）
- セツナイコイ（2008年、全1巻、祥伝社、葉月かなえ・藤末さくら他との共著）
- Jasmine Note（扶桑社、『マリカ』連載、未刊）
- 花宵道中（2009年 - 2014年、全6巻/文庫版全6巻、原作：宮木あや子、小学館、『女性セブン』連載）
- ラヴ・サイレン（2011年 - 2013年、全2巻、宝島社、『CUTiE』連載）
- かげきしょうじょ!（2012年 - 2014年、全2巻、集英社、『ジャンプ改』連載）
  - 「かげきしょうじょ!! シーズンゼロ」と改題し、未収録ページを追加した新装版が白泉社より刊行（全1巻）
- かげきしょうじょ!!（2015年 - 連載中、既刊15巻〈2024年9月現在〉、白泉社、『MELODY』連載）

イラスト
- マリー・アントワネットの日記I Rose（著：吉川トリコ、2018年8月、新潮文庫nex）
- マリー・アントワネットの日記II Bleu （著：吉川トリコ、2018年8月、新潮文庫nex）
- ごちそうは残業のあとで（著：紅原香、企画・原案：左京潤、2019年3月、富士見L文庫）
- ベルサイユのゆり—マリー・アントワネットの花籠—（著：吉川トリコ、2019年9月、新潮文庫nex）